# Lewis Elton
Lewis Richard Benjamin Elton (né Ludwig Richard Benjamin Ehrenberg ; 25 mars 1923 - 29 septembre 2018) est un physicien et chercheur britannique, d'origine allemande, en éducation, spécialisé dans l'enseignement supérieur.

## Jeunesse
Né à Tübingen des savants Victor Ehrenberg et Eva Dorothea Sommer, Ehrenberg s'installe avec sa famille à Prague en 1929, puis en Angleterre en février 1939, pour échapper à la persécution nazie des Juifs. Ehrenberg est naturalisé britannique et change son nom en juin 1947. Il fait ses études à la Rydal School de Colwyn Bay, puis au Christ's College de Cambridge, à la Regent Street Polytechnic de Londres et à l'University College de Londres. C'est dans cette dernière institution qu'il obtient son doctorat, en 1950.

## Carrière
Il est professeur de physique au Battersea College of Technology de 1964 à 1970. Le Collège achève sa transformation en Université de Surrey (et son déménagement de Battersea à Guildford) en 1970. Il fonde l'Institut de technologie éducative en 1967, le premier du genre. Il est en quelque sorte un pionnier et un innovateur dans le développement professionnel des professeurs d'université et devient professeur d'enseignement supérieur en 1970, poste qu'il occupe jusqu'en 1988. L’Institut acquiert une renommée internationale et sa philosophie est adoptée par de nombreuses universités à travers le monde.
En 1994, il est nommé professeur d'enseignement supérieur à l'University College de Londres, où il fonde l'unité de recherche et de développement de l'enseignement supérieur (aujourd'hui le Centre pour l'avancement de l'apprentissage et de l'enseignement). Il y devient professeur honoraire en 2003. Il est nommé professeur invité d'enseignement supérieur à l'Université de Manchester en août 2005.
Il est membre de l'American Institute of Physics et membre de la Society for Research into Higher Education. Il reçoit un prix pour l'ensemble de sa carrière lors des Times Higher Awards 2005 .

## Galerie Lewis Elton
En 1963, sur le campus de Battersea de l'Université du Surrey, Elton lance un projet visant à exposer des œuvres d'art originales au département de physique. Lorsque la galerie universitaire de Guildford est déplacée en 1997, la galerie est dédiée à Elton et est nommée Lewis Elton Gallery. Elle accueille régulièrement des expositions de peintures, photographies et sculptures.
Il donne une collection de peintures et d'objets d'art à l'Université de Surrey comprenant des œuvres de Picasso, Chagall, Klee et Cocteau. Le don est marqué par une exposition à la galerie Lightbox, Woking, en janvier 2012.

## Vie privée
Il est le frère de l'historien Geoffrey Elton. Lewis épouse Mary Foster qu'il a rencontrée à l'université et l'un de leurs quatre  enfants est le comédien et auteur Ben Elton. Lewis est décédé en septembre 2018, à l'âge de 95 ans.